# Nimbus marianii
Nimbus marianii är en skalbaggsart som beskrevs av Riccardo Pittino 1978. Nimbus marianii ingår i släktet Nimbus och familjen Aphodiidae. Inga underarter finns listade i Catalogue of Life.